# I Against I
Az 1986-os I Against I a Bad Brains harmadik nagylemeze. Ez az együttes legtöbb példányban elkelt lemeze, a kritikusok is elismerték. A címadó dalhoz videóklip is készült. Az album szerepel az 1001 lemez, amit hallanod kell, mielőtt meghalsz című könyvben.
A cím a rasztafariánus mozgalom egy kifejezésére az I and I-ra (én és én) utal, amelyet a többesz szám első személy (mi) helyett használnak, hogy kihangsúlyozzák a beszélő és a hallgatóság, valamint isten és a szeretet és béke egységét.
Érdekesség, hogy a Sacred Love dal énekét telefonon keresztül rögzítették, mivel H.R. ekkor marihuána terjesztéséért raboskodott.

## Az album dalai
|     | Cím                | Szerző(k)                | Hossz |
| --- | ------------------ | ------------------------ | ----- |
| 1.  | Intro              | Darryl Jenifer, Dr. Know | 1:02  |
| 2.  | I Against I        | H.R., Jenifer, Dr. Know  | 2:50  |
| 3.  | House of Suffering | H.R., Dr. Know           | 2:29  |
| 4.  | Re-Ignition        | H.R., Jenifer, Dr. Know  | 4:16  |
| 5.  | Secret 77          | H.R., Jenifer, Dr. Know  | 4:04  |
| 6.  | Let Me Help        | H.R., Jenifer, Dr. Know  | 2:17  |
| 7.  | She's Calling You  | H.R., Jenifer            | 3:42  |
| 8.  | Sacred Love        | H.R., Jenifer, Dr. Know  | 3:40  |
| 9.  | Hired Gun          | H.R., Jenifer, Dr. Know  | 3:45  |
| 10. | Return to Heaven   | H.R., Jenifer, Dr. Know  | 3:19  |

## Közreműködők

### Bad Brains
- H.R. – ének
- Dr. Know – gitár
- Darryl Jenifer – basszusgitár
- Earl Hudson – dob

### Produkció
- Ron St. Germain – producer
- Phil Burnett – hangmérnök
- Patch – keverés
- Anthony Countey – menedzsment
- Jesse Henderson – hangmérnökasszisztens a Longview Farmon
- Bill Ryan – hangmérnökasszisztens a Longview Farmon
- Eddie Krupski – hangmérnökasszisztens a keverésnél a Soundworksben
- Dennis Mitchell – hangmérnökasszisztens a keverésnél a Soundworksben
- Bob Ludwig – mastering a Masterdiscnél
- Marcia Resnick – borítóterv, fényképek
- Paul Bacon Studio – kalligráfia

## Fordítás
Ez a szócikk részben vagy egészben az I Against I című angol Wikipédia-szócikk ezen változatának fordításán alapul.  Az eredeti cikk szerkesztőit annak laptörténete sorolja fel. Ez a jelzés csupán a megfogalmazás eredetét és a szerzői jogokat jelzi, nem szolgál a cikkben szereplő információk forrásmegjelöléseként.